# سونگتسن گامپو
سونگتسن گامپو (انگلیسی: Songtsen Gampo) ۳۳ امین پادشاه تبت و مؤسس امپراتوری تبت در سال‌های ۵۶۹ تا ۶۴۹ میلادی (۷۹ تا ۹۲ سالگی) بود.
او سی و سومین پادشاه تبتی از سلسله یارلونگ و بنیانگذار امپراتوری تبت بود. او اولین نفر از سه پادشاه دارما تبت بود که رسماً بودیسم را به تبت معرفی کرد و با نفوذ ملکه نپالی خود، بهریکوتی، جوخانگ را ساخت. از سلسله لیچاوی نپال. او چندین پادشاهی تبتی را متحد کرد، سرزمین‌های مجاور تبت را فتح کرد و پایتخت را به قلعه سرخ در لهاسا منتقل کرد. وزیر او، تونمی سامبهوتا ( Thonmi Sambhota )، خط تبتی و تبتی کلاسیک، اولین زبان ادبی و گفتاری تبت، را ایجاد کرد.
مادرش، ملکه، با نام دریزا توکار شناخته می‌شود. تاریخ دقیق تولد و بر تخت نشستن او مشخص نیست و در تاریخ تبت عموماً پذیرفته شده است که او در سال گاو از تقویم تبتی متولد شده است. به گفته تسپون دبلیو. دی. شکابپا ( Tsepon W. D. Shakabpa )، او در سیزده سالگی، در سال ۶۱۴، به تخت سلطنت نشست و حداقل تا سال ۶۴۸ سلطنت کرد.
از آنجایی که پادشاهان تبتی معمولاً در حدود ۱۳ سالگی به تخت سلطنت می‌نشستند، چندین تاریخ قدیمی‌تر نیز برای تولد سونگتسن گامپو پیشنهاد شده است، از جمله ۵۶۹، ۵۹۳ یا ۶۰۵.